# 馬山港第1埠頭線
馬山港第1埠頭線（マサンハンジェ1ブドゥせん 韓国語:마산항 제1부두선）は、かつて大韓民国慶尚南道昌原市馬山会原区の馬山駅から馬山合浦区の馬山港駅までを結んでいた韓国鉄道公社（KORAIL）の鉄道路線（貨物線）である。

## 歴史

黒が現在の慶全線、赤が馬山港第1埠頭線、青が1977年以前の慶全線

1905年に馬山線として三浪津 - 馬山浦間が開通した。当時の馬山駅が港湾と隣接しており、馬山線開通後の1923年に慶南線馬山 - 郡北間が開通し、路線が馬山市内に深く入り込んだ独特の構造となった。
しかしながら、 1977年12月15日に当時は都市化が進んでいなかった石田洞一帯に建設された新・馬山駅に旅客機能が移転され、慶全線は郊外に移設され距離も約10km短縮された。
道路整備による輸送量減少により、2011年1月26日に全線廃止となった。なお、跡地の一部は公園として整備されている。

## 路線データ（廃止前）
- 路線距離:8.6km
- 軌間:1,435mm（標準軌）
- 駅数:3駅
- 複線区間:なし（全線単線）
- 電化区間:なし（全線非電化）
- 地上区間:全線

## 駅一覧
- 駅所在地は全線慶尚南道昌原市内。

| 駅名     | 駅名     | 駅名      | 駅間キロ (km) | 累計キロ (km) | 駅 等級 | 駅種別 | 接続路線             | 所在地     |
| 日本語   | ハングル | 英語      | 駅間キロ (km) | 累計キロ (km) | 駅 等級 | 駅種別 | 接続路線             | 所在地     |
| -------- | -------- | --------- | ------------- | ------------- | ------- | ------ | -------------------- | ---------- |
| 馬山駅   | 마산역   | Masan     | 0.0           | 0.0           | 1級     | 普通駅 | 韓国鉄道公社：慶全線 | 馬山会原区 |
| 校原駅   | 교원역   | Gyowon    | 3.2           | 3.2           | 廃止駅  | 廃止駅 |                      | 馬山合浦区 |
| 新馬山駅 | 신마산역 | Sinmasan  |               |               | 廃止駅  | 廃止駅 |                      | 馬山合浦区 |
| 馬山港駅 | 마산항역 | Masanhang |               | 8.6           | 廃止駅  | 廃止駅 |                      | 馬山合浦区 |